# Station Maastricht Noord
Station Maastricht Noord is een spoorwegstation in de Nederlandse stad Maastricht, gelegen in de buurten Nazareth en Beatrixhaven, ten noorden van Limmel, tegenover het landgoed Mariënwaard. Het station ligt aan de Heuvellandlijn, op een locatie waar de twee sporen van de lijn van Maastricht naar Sittard parallel hieraan lopen. Er zijn alleen perrons langs de sporen van de Heuvellandlijn.

## Voorzieningen
Bij het station is een P+R-voorziening met 360 parkeerplaatsen gerealiseerd, zodat bezoekers die per auto via de A2 of A79 naar Maastricht komen, een alternatief wordt geboden om het centrum van de stad te bereiken. Bij het sluiten van een samenwerkingsovereenkomst tussen de provincie Limburg, de gemeente Maastricht en ProRail op 1 april 2010 werd afgesproken dat onder het spoor een onderdoorgang voor voetgangers en fietsers zal worden gerealiseerd, die zorgt voor een betere ontsluiting van het bedrijventerrein Beatrixhaven en de woonwijken aan de westzijde van het spoor.
Op de onbewaakte fietsenstalling zijn twaalf fietskluizen te huur. Oorspronkelijk zouden dit er vijf zijn. Daarnaast zijn er acht OV-fietsen te huur.

## Treinverbindingen
De volgende treinserie halteert in de dienstregeling 2025 te Maastricht Noord:
| Serie       | Treinsoort         | Route | Bijzonderheden |
| ----------- | ------------------ | --- | -------------- |
| 32000 RS 18 | Stoptrein (Arriva) | Maastricht Randwyck – Maastricht – Maastricht Noord – Heerlen – Landgraaf – Eygelshoven – Chevremont – Kerkrade Centrum |                |

Na middernacht rijden de laatste twee treinen richting Kerkrade Centrum niet verder dan Heerlen.

## Bouw en oplevering
De voorbereiding voor de bouw begon in maart 2011. De eerste spade ging in februari 2012 de grond in. Na eerder uitstel stond de oplevering gepland voor juni 2013, maar door problemen met de grondwaterspiegel ter plaatse en het faillissement van aannemer Martens Infra werd deze datum niet gehaald en werd de opening (voor de vierde keer) uitgesteld. Vanaf 17 november 2013 stopten de Veolia-treinen tussen Maastricht Randwyck en Kerkrade Centrum bij het nieuwe station. Deze verbinding is sinds 11 december 2016 overgenomen door Arriva.

## Afbeeldingen

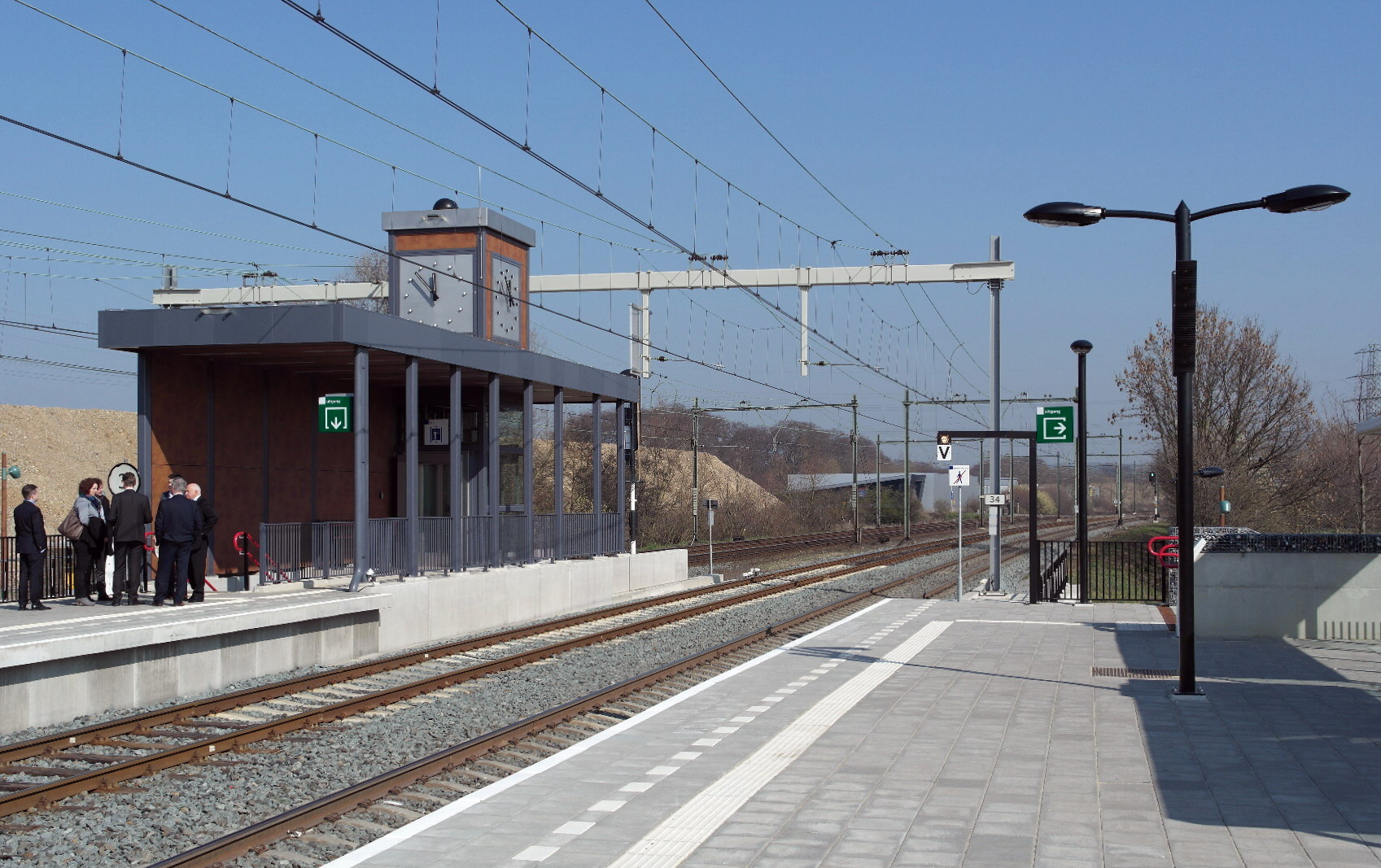
Overzicht station
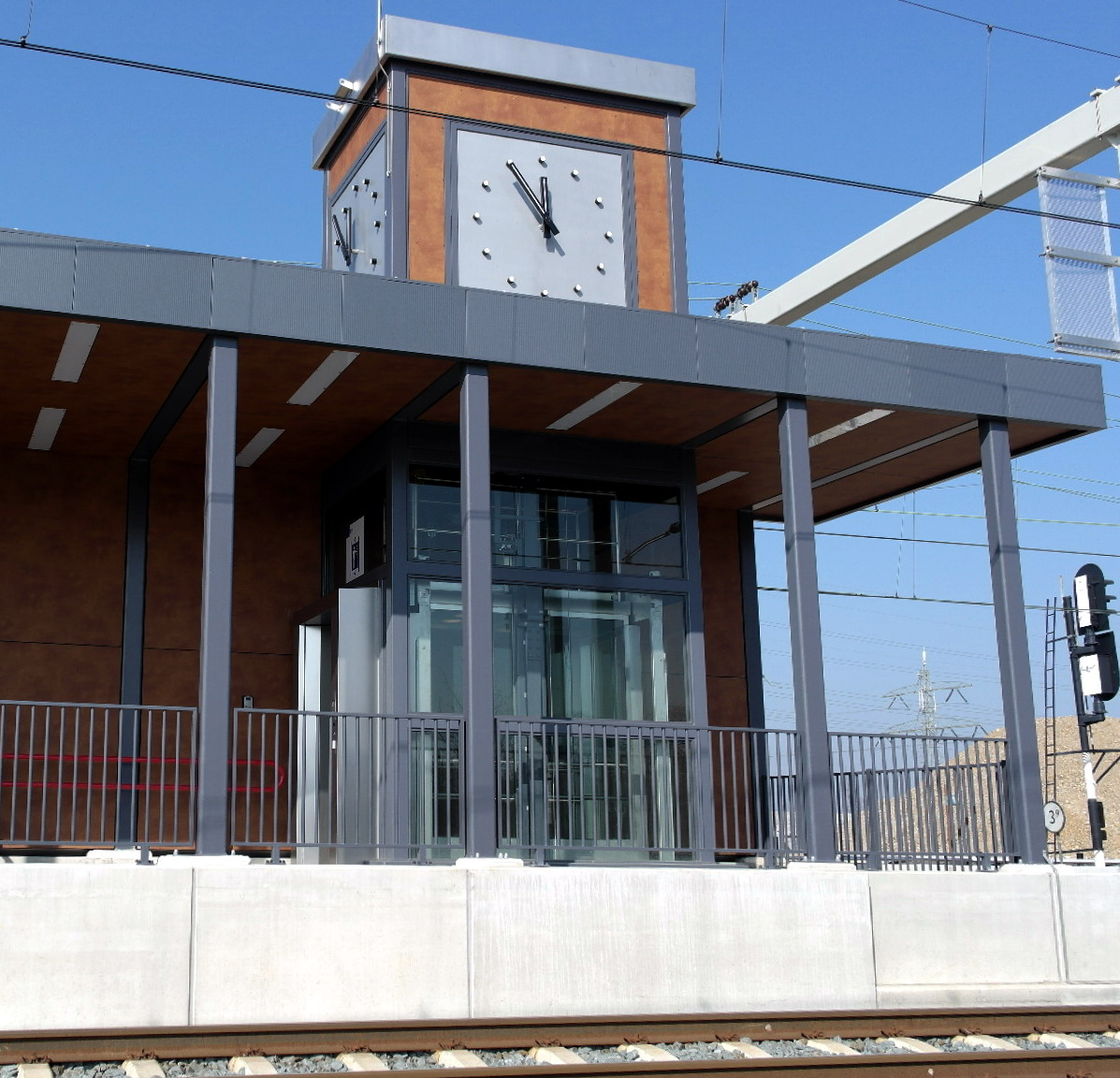
Detail station
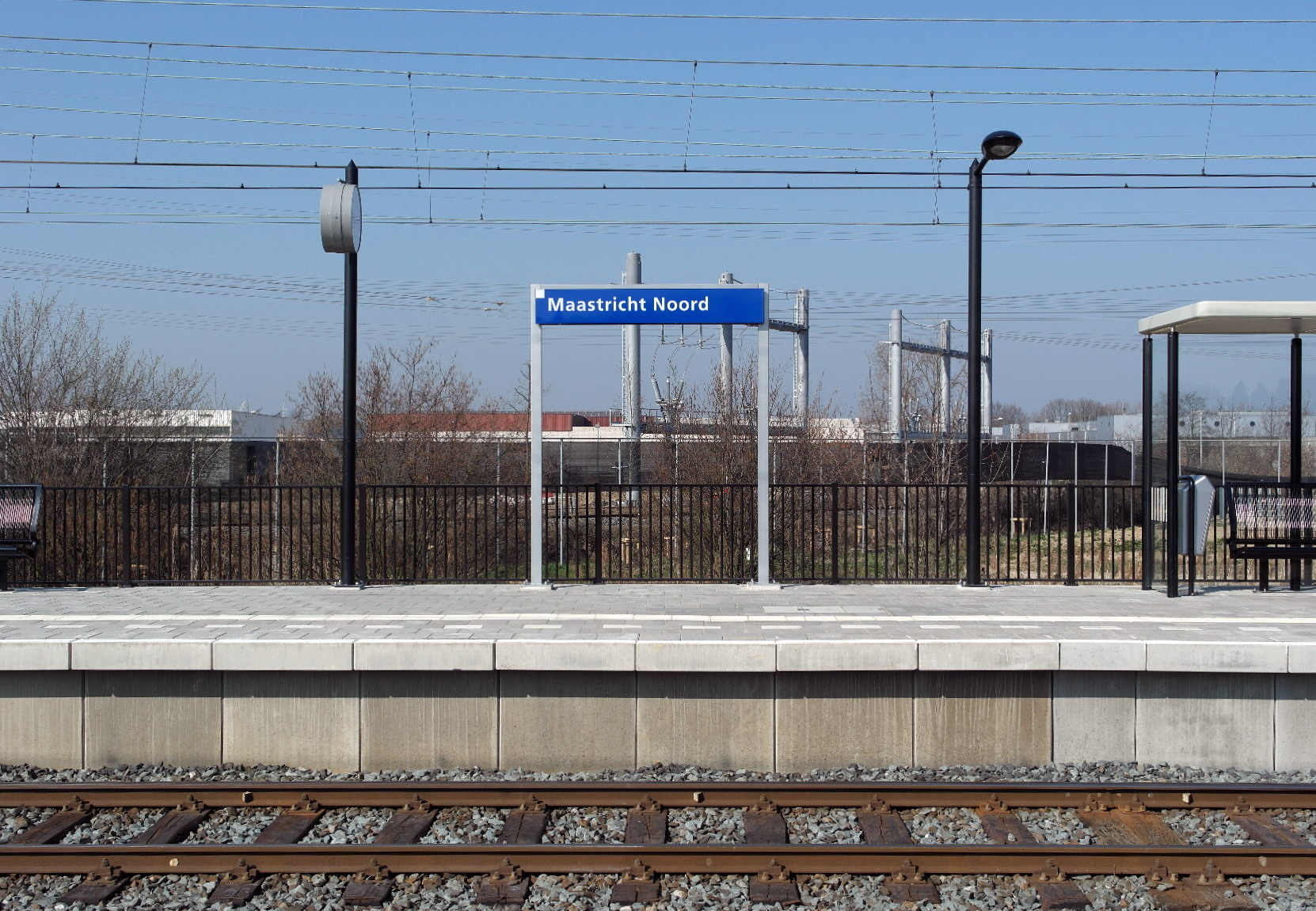
Perron naar het westen
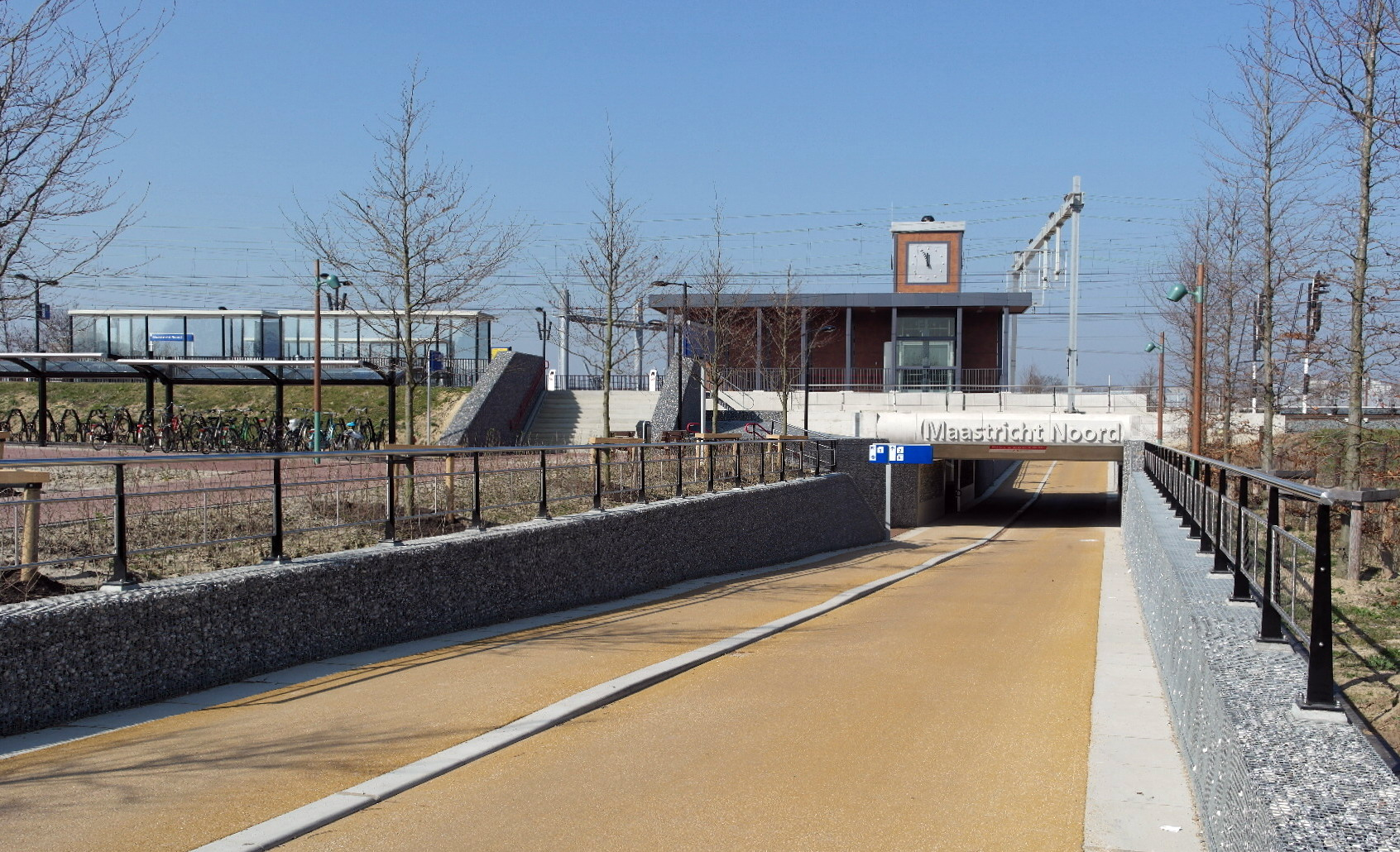
Station en tunnel
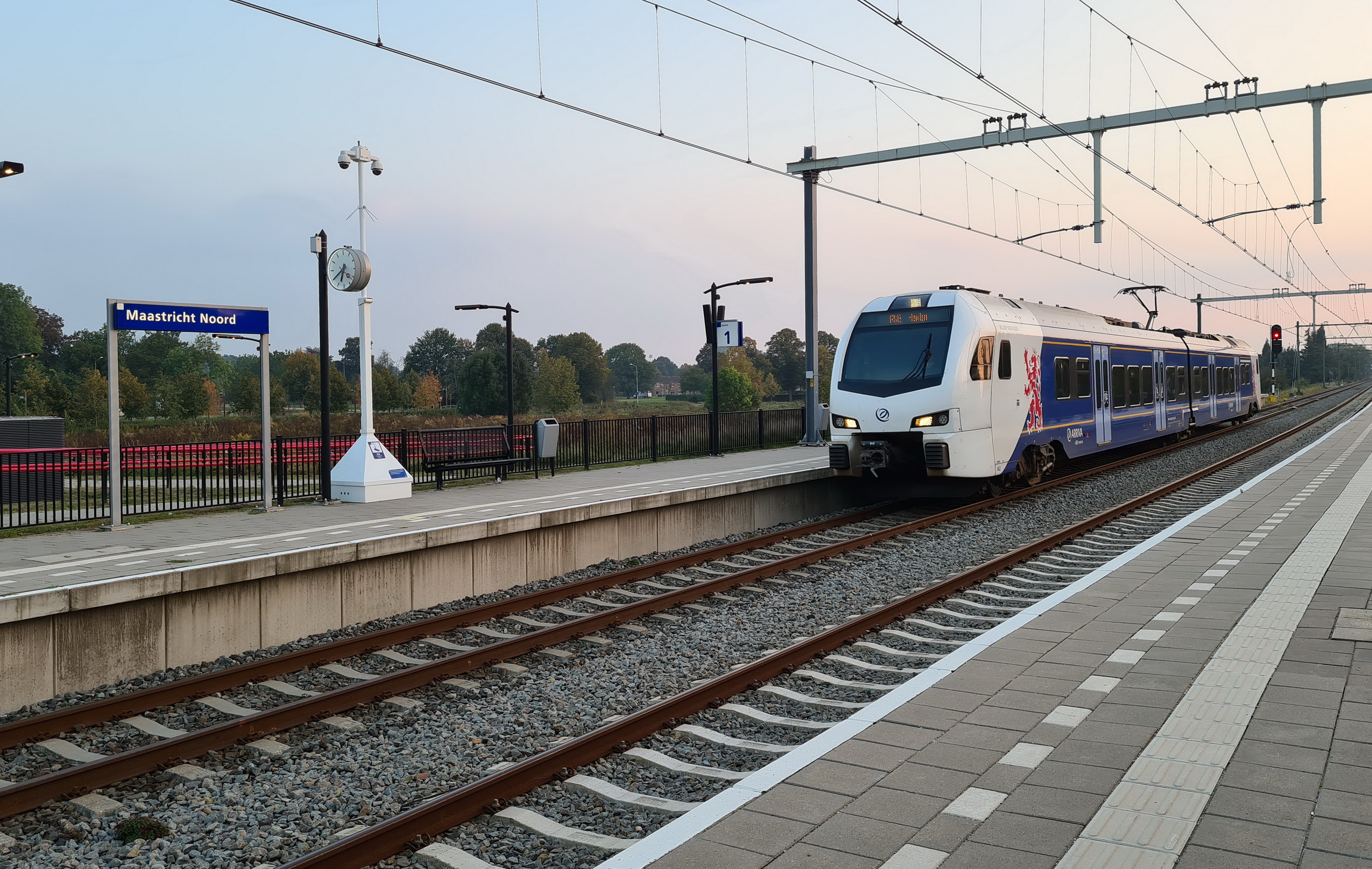
Arriva FLIRT op het station